# Ripatransone
Ripatransone (im lokalen Dialekt: le Ripe) ist eine italienische Gemeinde (comune) mit 4141 Einwohnern (Stand 31. Dezember 2023) in der Provinz Ascoli Piceno in den Marken. Die Gemeinde liegt etwa 22 Kilometer nordöstlich von Ascoli Piceno und etwa 8,5 Kilometer westlich der Adriaküste am Tesino.

## Geschichte
Als Gemeinde mit Marktfreiheiten ist Ripatransone in den Büchern seit 1205 bekannt. Papst Pius V.  richtete hier 1571 eine Diözese ein und verlieh dem Ort Stadtrechte. Santi Gregorio Magno e Margherita wurde als Kathedrale errichtet. 1983 wurde das Bistum mit dem von San Benedetto del Tronto zusammengelegt. Heute ist es das Bistum San Benedetto del Tronto-Ripatransone-Montalto.

## Gemeindepartnerschaften
Ripatransone unterhält seit 1996 eine inneritalienische Partnerschaft mit der Gemeinde Sapri in der Provinz Salerno sowie ebenfalls seit 1996 eine Partnerschaft mit der griechischen Inselstadt Zakynthos auf den Ionischen Inseln.

## Söhne und Töchter der Gemeinde
- Ascanio Condivi (1525–1574), Maler und Autor
- Edmondo Bruti Liberati (* 1944), Richter
- Antonio Luca Fallica (* 1959), römisch-katholischer Ordensgeistlicher und ernannter Erzabt von Montecassino